# Мирослав Гајдушек
Мирослав Гајдушек (чеш. Miroslav Gajdůšek; Отроковице, 20. септембар 1951) бивши је чехословачки фудбалер, репрезентативац Чехословачке.

## Каријера
У Чехословачкој је играо за Дуклу из Прага. Са клубом је освојио два првенства Чехословачке. 
Одиграо је укупно 48 утакмица за фудбалску репрезентацију Чехословачке, постигао је 4 гола. Учесник је Европског првенства 1980. у Италији.

## Успеси

### Клуб
- Прва лига Чехословачке

Дукла Праг: 1976/77, 1978/79.

### Репрезентација
Чехословачка
- Европско првенство: Треће место 1980.